# مونيكا هيس
مونيكا هيس هي متزحلقة سويسرية، ولدت في 24 مايو 1964 في Engelberg ‏ في سويسرا.

## وصلات خارجية
- مونيكا هيس على موقع الاتحاد الدولي للتزلج (التزلج على المنحدرات الثلجية) (الإنجليزية)
- مونيكا هيس على موقع أوليمبيديا (الإنجليزية)